# قصر بنت الخص
قصر بنت الخص يُعدُّ قصرُ مباركة بنت الخص من أشهر معالم بلدية بريزينة بولاية البيض، جنوب غرب الجزائر،يقعُ هذا المعلم التاريخي، المتمثّل في الحصن المعروف محليّاً باسم "قصر بنت الخص"، في مكان يُدعى عين العمارة، ويبعد حوالي 5 كم، غرب بلدية بريزينة،

## تاريخ
شُيّد هذا القصر في مكان استراتيجيّ يجمع بين البداوة وحياة الاستقرار، كما أنّ الحصن يقع بالقرب من عين العمارة حيث يتوفر الماء الذي يعد شرطاً أساسيّاً للاستقرار. وهو يطلُّ على وادي سقر، ويوجد فيه مخازن للسلاح والمؤن ودار مقر للإدارة، ومداخل تؤدّي إلى البساتين، ومقصورات عدة، وقلعة. وتجمع مواد بنائه بين الطوب والتبن ومادة الجريد للتسقيف.

## وصف القصر

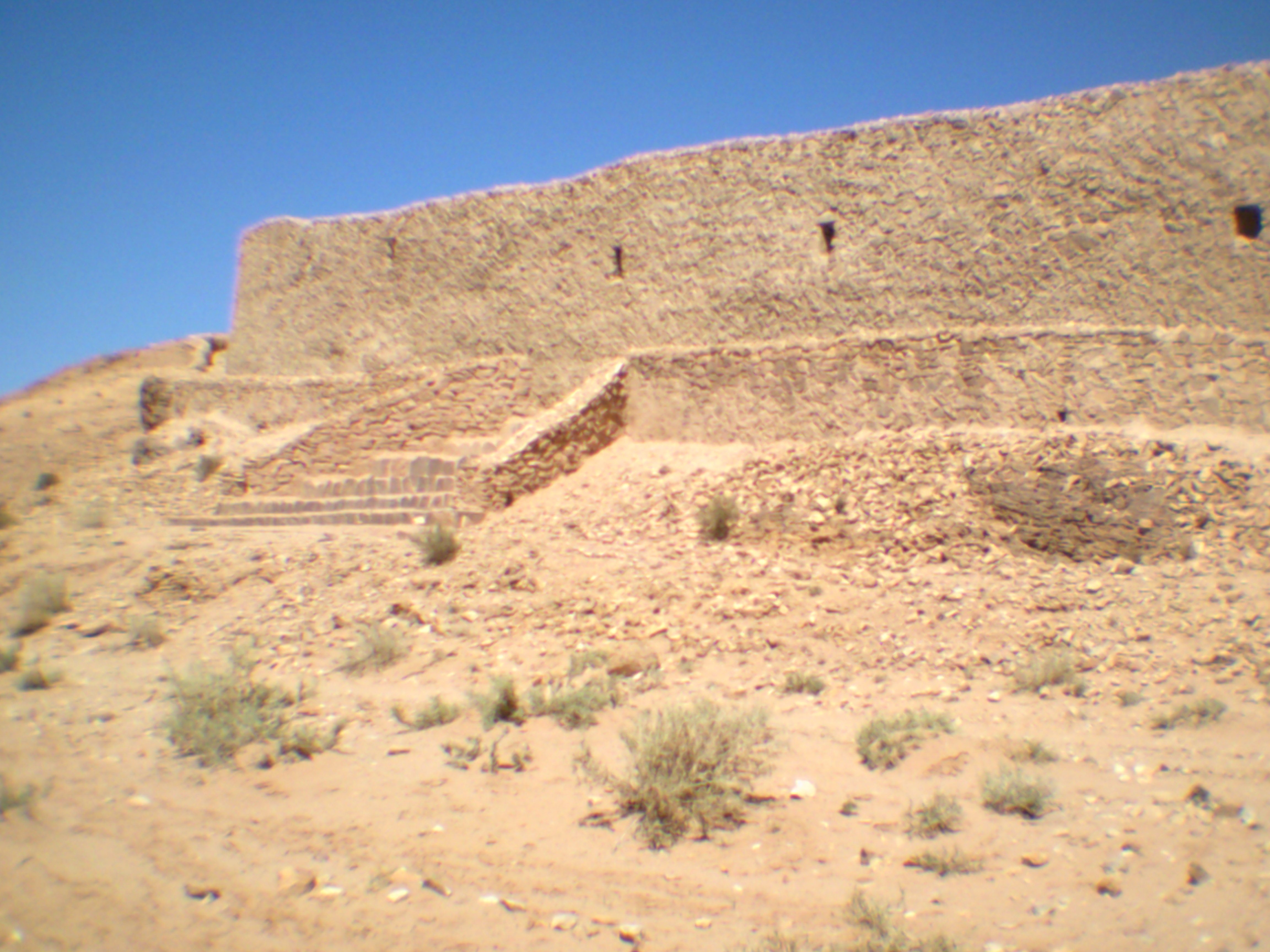
قصر بنت الخص من الجهة اليمنى

يتخذ القصر شكلاً غير منتظم، ويحيط به سورٌ يمتدُّ من الجهة اليمنى إلى غاية المدخل الرئيس بطول 32 مترا وسمك يصل إلى0.5 المتر، وارتفاع يصل إلى1 حتى البرج، وهو الركن الذي يُعد نقطة البداية لخطَّي زاوية منفرجة إلى أقصى الشمال، ثم ينكسر فيستدير حتى البرج وصولاً إلى آخر الركنين، أقصى الجنوب.
ويتميّز القصر بنوعين من المداخل :

### مدخلٌ رئيسيٌّ
يؤدّي مباشرة إلى الرحبة،

### مدخل ثانويّ
يمكن تمييزه بحسب وظيفته، وهو أصغر من المدخل الرئيس. كما يحتوي القصر على أبراج يبلغ ارتفاعُها 4-5 أمتار، وهي مزوّدة بفتحات تُمكّنُ المراقبين والمدافعين عن الحصن من توجيه سهامهم إلى العدو في اتجاهات مختلفة.

### الرحبة
وهي مساحة تتّخذُ شكلا مستديراً، وتُمثّل النواة التي ينطلق منها تنظيم كلّ المرافق الأخرى للقصر، حيث تشكّل فراغات مكشوفة لا تخضع إلى عملية التسقيف، وهي صالحة للاجتماعات، وتُعد جزءا من داخل القصر. أمّا دار الحكم، فتتوسّط الساحة المركزية، بحيث تعدُّ نواة القصر، وقد صُمّمت للتشاور والتفاوض، وتضم أربع غرف تمتاز بالبساطة. أمّا الغرف الأربع، فهي مخصّصةٌ لتخزين الأسلحة.

## وصلة خارجية
- قصر بنت الخص

## أنظر أيضا
- بوسمغون